# NGC 6282
NGC 6282 (другие обозначения — ZWG 169.29, PGC 59418) — галактика в созвездии Геркулес.
Этот объект входит в число перечисленных в оригинальной редакции «Нового общего каталога».